# Robert Kragh
Robert Kragh, född 1 april 1989, är en svensk sångare/artist och låtskrivare. Han fick skivkontrakt med Universal Music tillsammans med sin vän Pär Stenhammar som också deltog i bandet Lovestoned som under några år turnerade i bl.a Tyskland, Spanien och Österrike.
Robert Kragh deltog i Idol 2005 där han nådde till slutaudition och senare även Idol 2007 där han åkte ut som sista person innan kvalveckan, mot Andreas Sjöberg. Robert erbjöds senare i tävlingen att bli årets Wild Card vilket han tackade nej till. Under Idol träffade han Pär Stenhammar och hösten 2007 bildades gruppen Lovestoned. Medlemmarna är förutom Robert Kragh och Pär Stenhammar också Emelie Fjällström och tyska Elena Boyadjeva. Lovestoned deltog i Melodifestivalen 2010 med låten "Thursdays" i deltävling 4 i Malmö. Lovestoned turnerade 2010 i både SverigeTyskland, Spanien och Österrike. Bland annat har de medverkat på Rix FM-festival och Nickelodeondagen, The Voice, NRJ in the park och i en rad andra turnésammanhang.
Robert Kragh kommer från Umeå i Västerbotten, men är adopterad från Colombia. Han har samarbetat med internationella artister och producenter, däribland Martin Garrix, Mike Perry, David Guetta, Justin Timberlake, John DeSohn, Kelly Rowland och Justin Bieber. Skivbolaget och Management PRMD har samarbetat med några av världens största artister där Kragh har figurerat som Topliner och vocal asset i skapandet av flera världshittar.
Han har även setts i svenska TV-sammanhang som Sommarlovsmorgon, Sommarkrysset, 101 sätt att åka ur en gameshow och Wipeout, där han klädd i rödrutig kilt vann tävlingen och fortfarande innehar världsrekord på Wipeoutbanan i Buenos Aires. Detta sändes våren 2010 i Kanal 5.

## Diskografi (Lovestoned)

### Album
- 2009 – Rising love

### Singlar
- 2010 – "Thursdays"
- 2010 – "Rising girl"
- 2010 – "I know nothing"